# Ветропарк Алибунар
Ветропарк Алибунар је ветропарк у Србији. Налази се у близини места Алибунар на територији општине Алибунар у јужном Банату. Пуштен је у рад у септембру 2018. године. Састоји се од 21 турбина, укупног капацитета 42 мегавата, што омогућава снабдевање електричном енергијом око 38.000 домаћинстава.